# Juan Osórez
Juan Osórez (m. después de 1311) fue un noble castellano e hijo del caballero asturiano Osorio Álvarez.
Fue maestre de la Orden de Santiago entre los años 1292 y 1310, y desempeñó los cargos de mayordomo mayor del rey Fernando IV de Castilla, adelantado mayor de la frontera de Andalucía, y adelantado mayor del reino de Murcia.

## Biografía
Se desconoce su fecha de nacimiento. Su padre era un caballero asturiano llamado Osorio Álvarez. Juan Osórez fue comendador mayor de León en la Orden de Santiago, y a finales de 1292, durante el reinado Sancho IV de Castilla, fue elegido maestre de la Orden de Santiago, aunque otros autores señalan erróneamente el año 1293 como la fecha de inicio de su maestrazgo.
Desde el principio del reinado de Fernando IV, que subió al trono en 1295, y como señaló Braulio Vázquez Campos, el nombre de Juan Osórez comenzó a figurar en «lugar destacado» en los documentos reales junto al del infante Enrique de Castilla el Senador, que fue hijo de Fernando III de Castilla y tutor del rey Fernando IV durante su minoría de edad. Y de la Crónica de Fernando IV, como señaló Vázquez Campos, puede deducirse que entre el mencionado infante y el maestre Juan Osórez hubo «cierta cercanía».
En 1296 Juan Osórez comenzó a apoyar seguramente al infante Juan de Castilla o a Alfonso de la Cerda, que se habían rebelado contra Fernando IV, ya que durante el cerco de Mayorga, que estaba siendo asediada por aquellos, el maestre de Santiago y otros nobles, entre los que figuraban Pedro Díaz de Castañeda y Fernán Ruiz de Saldaña, se presentaron ante la reina María de Molina y se pusieron a su servicio, según consta en un pasaje de la Crónica de Fernando IV:

E después acabo de un mes llegó y el maestre de Santiago, que avia nombre D. Juan Osorez, é Pero Diaz de Castañexla é Fernán Ruiz de Saldaña, é enbiaron desir á la reyna que quedan venir á su merced, é que tenían que la otra carrera que tenian que non era derecha, é ella tovolo por bien, é mandó estar á Pero Diaz de Castañeda en la villa de Carrion, é á Fernán Ruiz en la villa de Saldaña.

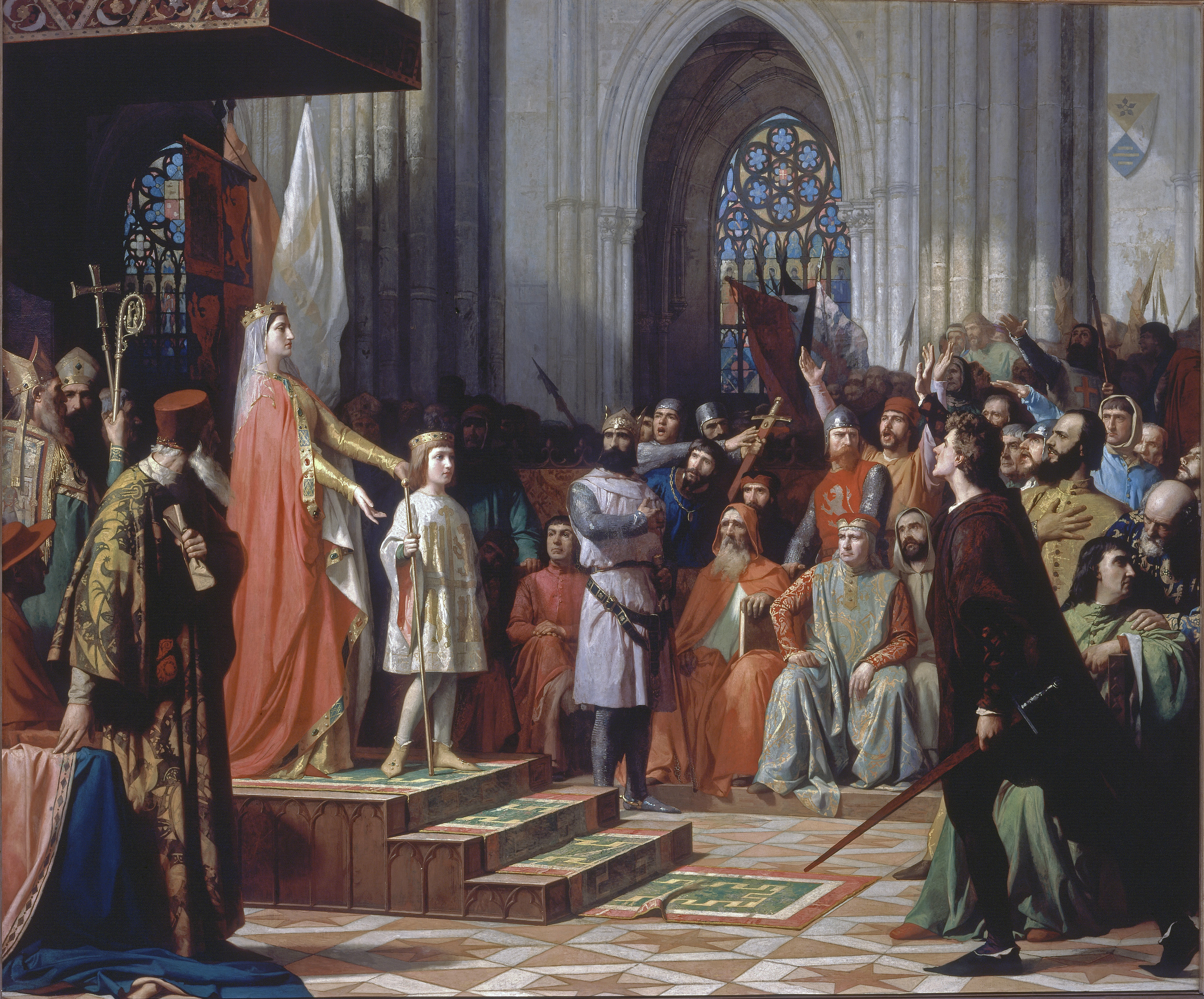
María de Molina presenta a su hijo Fernando IV en las Cortes de Valladolid de 1295. Óleo sobre lienzo de Antonio Gisbert Pérez. 1863. (Congreso de los Diputados de España).

César González Mínguez afirmó que Juan Osórez «demostró siempre una gran lealtad» hacia el rey Fernando IV, y otros autores también coinciden en que el maestre de Santiago fue siempre fiel a dicho monarca y también a su madre, la reina María de Molina. A mediados de junio de 1296, y después de su reconciliación con la reina María de Molina, el nombre del maestre Juan Osórez volvió a aparecer en los privilegios rodados de la época, como señaló Vázquez Campos, quien también destacó que el maestre «participaba de los fáciles e interesados cambios de lealtad de la alta nobleza castellana en aquellos turbulentos años».
A partir de entonces, el maestre de Santiago comenzó a aparecer en la Crónica de Fernando IV al lado de la reina María de Molina y de su hijo el rey en la guerra que estos últimos sostenían contra el infante Juan y Alfonso de la Cerda, que aspiraban a ocupar el trono castellano, aunque tanto el maestre como el infante Enrique siempre intentaron evitar el choque directo con los rebeldes, por lo que Vázquez Campos calificó de «esquivas» las actitudes de ambos personajes. Y en el otoño de 1296 el maestre de la Orden de Santiago participó en el asedio de Paredes de Nava, donde se habían refugiado María Díaz de Haro, esposa del infante Juan, y la madre de María, Juana Alfonso de Molina, que era hermanastra de la reina María de Molina.
Entre enero de 1298 y 1302 Juan Osórez desempeñó el cargo de mayordomo mayor del rey, habiendo sido precedido por Rodrigo Rodríguez Carrillo y siendo sucedido por Juan Núñez II de Lara, señor de la Casa de Lara. Y Vázquez Campos aseguró que al ocupar la mayordomía mayor del rey Juan Osórez alcanzó «la cumbre de los oficios cortesanos», y también que llegó a ocuparla gracias al apoyo de la Orden de Santiago y del infante Enrique de Castilla, con el que mantenía muy buenas relaciones. Y entre marzo de 1300 y mayo de 1301, aproximadamente, el maestre de Santiago también ocupó el cargo de adelantado mayor de la frontera de Andalucía, y es muy posible que su nombramiento hubiera sido por voluntad del infante Enrique de Castilla, tutor del rey Fernando IV.

En 1301 Juan Osórez encabezó algunas expediciones contra el rey Jaime II de Aragón en el reino de Murcia, ya que los señoríos de la Orden de Santiago en esa zona estaban amenazados por las tropas aragonesas que en esos momentos habían invadido el reino de Castilla. Sin embargo, y como señaló Vázquez Campos, la actividad bélica del maestre de Santiago en territorio murciano estuvo relacionada con los «intereses señoriales de su Orden» y no con el hecho de que ocupara el cargo de adelantado mayor de la frontera de Andalucía, y el monarca aragonés entabló negociaciones con el maestre santiaguista para poner fin al enfrentamiento entre ambos.

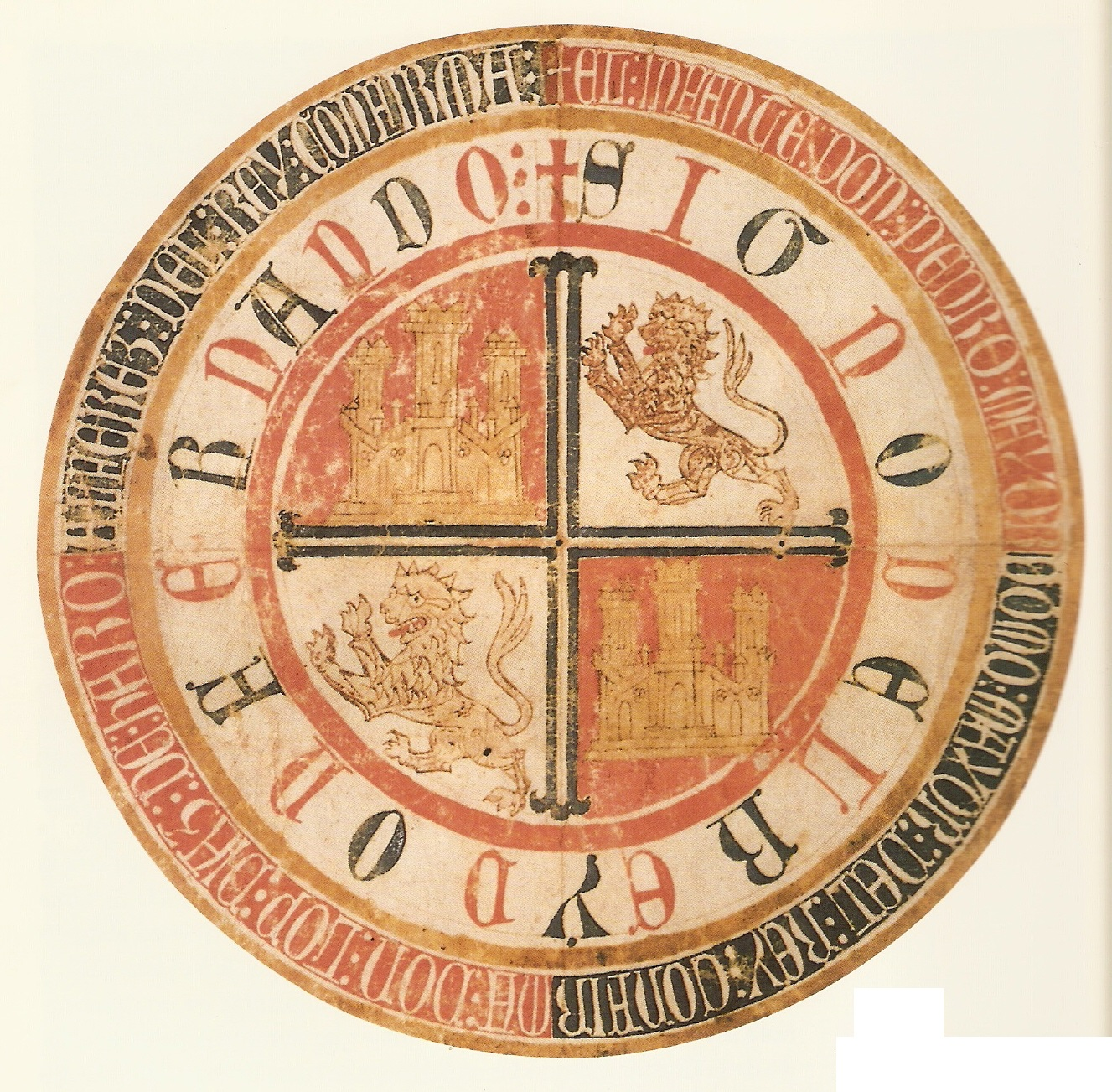
Rueda de un privilegio rodado concedido durante el reinado de Fernando IV de Castilla. (Monasterio de San Clemente de Sevilla).

A finales de 1301, y aprovechando que Fernando IV había alcanzado la mayoría de edad, el infante Juan de Castilla y Juan Núñez II de Lara lograron persuadir al monarca castellano para que los convirtiera a los dos en sus privados, y Braulio Vázquez Campos señalo que ello constituyó un verdadero golpe de Estado contra la influencia de la reina madre, María de Molina, y también contra la del infante Enrique, y una de las consecuencias inmediatas de dicho cambio de gobierno fue que el maestre de Santiago fue despojado del cargo de mayordomo mayor del rey en favor de Juan Núñez II de Lara, según consta en un pasaje de la Crónica de Fernando IV:

É luego el rey dio su mayordomazgo á D. Juan Nuñez é tirólo al maestre de Uclés que lo tenia. É desto pesó á D. Enrique, porque lo tomó D. Juan Nuñez de mano del ¡ey é non de la suya , é tovo D. Enrique que pues de mano del rey lo tomaba é non de la suya, que por esta manera era desapoderado de la guarda é del poder de los reynos.

Vázquez Campos señaló que la intención del autor de la Crónica de Fernando IV al mencionar el enojo del infante Enrique por el cambio de titular en la mayordomía mayor del rey era dejar patente que el anciano infante Enrique no estaba conforme con renunciar a la tutoría del rey ni tampoco a «las ventajas que le acarreaban» el poder controlar el nombramiento de los principales oficios cortesanos, como el de mayordomo mayor. Sin embargo, Juan Osórez fue «generosamente compensado», en palabras de Vázquez Campos, por la pérdida de la mayordomía mayor, y el día 2 de noviembre de 1302 Fernando IV le entregó la mitad de todos los pechos y servicios que sus vasallos y los de la Orden de Santiago debían pagar al rey «además de la otra mitad que ya le había otorgado, la una para siempre, y la otra para los días de su vida». Y en un documento del día 22 de noviembre de 1301 el rey Fernando IV de Castilla reconoció que el maestre y su Orden habían defendido su causa «muy verdaderamente» e incluso más que las otras órdenes militares castellanas.
Entre los meses de febrero y mayo de 1305 el maestre Juan Osórez desempeñó el cargo de adelantado mayor del reino de Murcia, habiendo sido precedido por el célebre escritor y magnate Don Juan Manuel, que era nieto del rey Fernando III de Castilla, y siendo sucedido por Diego García de Toledo.
Una de las cláusulas de la Sentencia arbitral de Torrellas, pronunciada en 1304, y del tratado de Elche, que fue suscrito en 1305, es que al maestre de la Orden de Santiago, Juan Osórez, le correspondería, hasta que se hicieran efectivos los acuerdos, la custodia de las villas y fortalezas que quedarían como rehenes y que eran las de Murcia, Monteagudo, Molina de Segura, Alcalá de Murcia, Alhama de Murcia, Lorca y La Nagra.
  

El día 16 de julio de 1308 el rey Fernando IV cedió a la Orden de Santiago y a su maestre, Juan Osórez, la villa y el castillo de Medina Sidonia junto con todos sus «pobladores, derechos y pertenencias», aunque el rey se reservó la moneda forera, la justicia y las minas. Y el día 20 de julio de 1308 Fernando IV concedió al maestre Juan Osórez y a la Orden de Santiago el impuesto de luctuosa de todos los vasallos del rey, que hasta entonces eran abonados a la disuelta Orden del Temple.

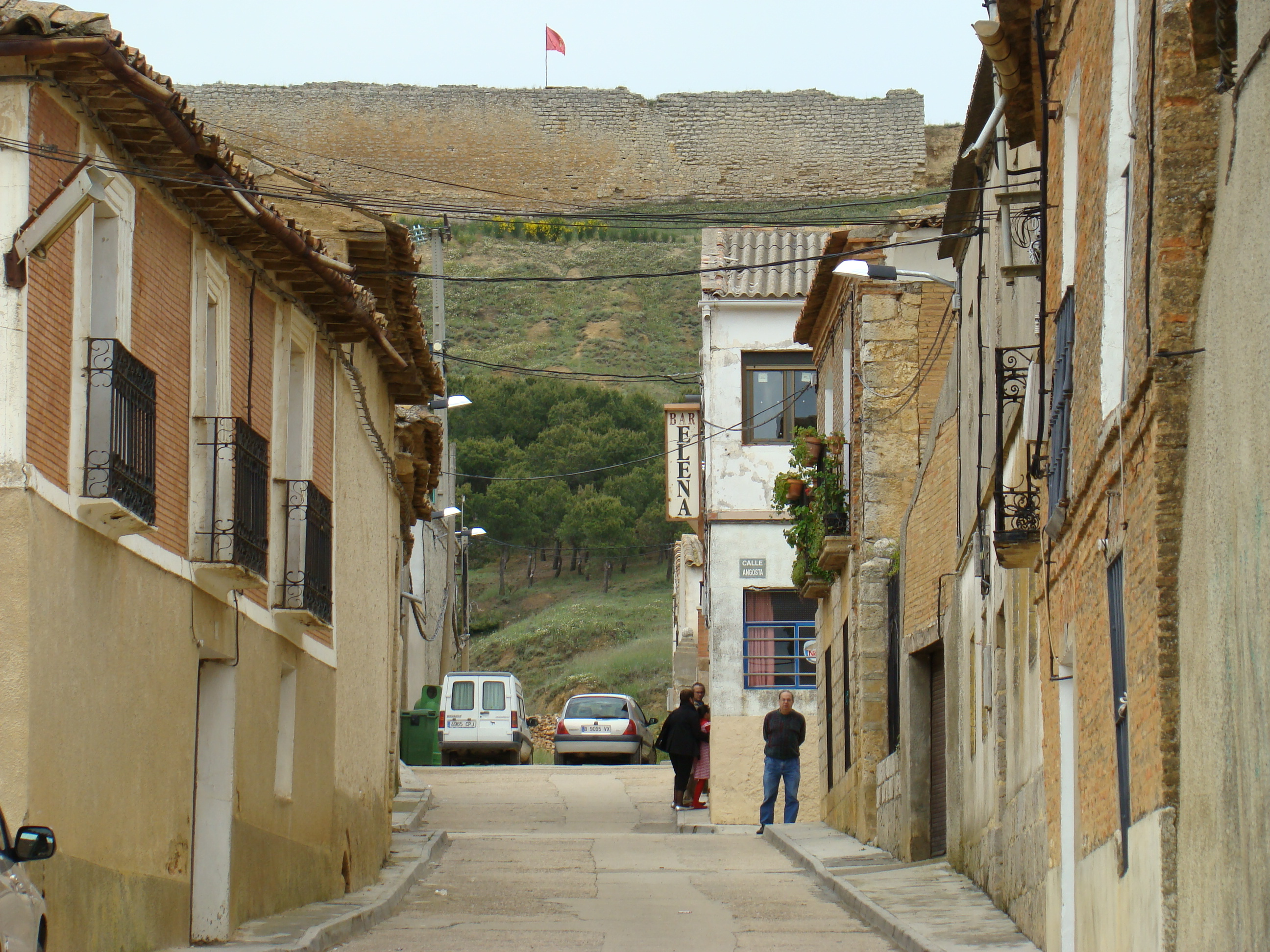
Vista del municipio de Tordehumos. Al fondo de la imagen se ven los restos del castillo de la localidad, en cuyo asedio participó Juan Osórez. (Provincia de Valladolid).

A finales de 1307 Juan Osórez participó en el asedio de Tordehumos, donde se había refugiado Juan Núñez II de Lara, que se había rebelado contra Fernando IV. Y en dicho asedio también participaron, entre otros magnates, Diego López V de Haro, señor de Vizcaya, Sancho de Castilla el de la Paz, señor de Ledesma, Pedro Ponce de León, Fernán Ruiz de Saldaña y Diego García de Toledo. Y conviene señalar que el mencionado asedio finalizó a principios de febrero de 1308 sin que Fernando IV hubiera alcanzado su objetivo de capturar al señor de la Casa de Lara. Y en 1309 el maestre de Santiago asistió a las Cortes de Madrid, que fueron las primeras celebradas en la actual capital de España.
Algunos autores señalan que Juan Osórez fue maestre de la Orden de Santiago hasta el año 1311, en que fue sustituido por Diego Muñiz, pero otros aseguran que su periodo como maestre finalizó en 1310, y así lo afirma Ayala Martínez. En 1310 la Orden de Santiago celebró un capítulo general en la ciudad de Mérida, y cabe la posibilidad de que allí tuviera lugar la renuncia al maestrazgo de Juan Osórez ya que sí está documentado que en esa asamblea fue elegido su sucesor en el maestrazgo, Diego Muñiz.
Se desconoce su fecha de defunción, pero debió ocurrir después de 1310.
| Predecesor: Pedro Fernández Mata           | Maestre de la Orden de Santiago 1292 – 1310              | Sucesor: Diego Muñiz            |
| Predecesor: Rodrigo Rodríguez Carrillo     | Mayordomo mayor del rey 1298 – 1302                      | Sucesor: Juan Núñez II de Lara  |
| Predecesor: Enrique de Castilla el Senador | Adelantado mayor de la frontera de Andalucía 1300 – 1301 | Sucesor: Juan Núñez II de Lara  |
| Predecesor: Don Juan Manuel                | Adelantado mayor del reino de Murcia 1305                | Sucesor: Diego García de Toledo |